# 2009 en Papouasie-Nouvelle-Guinée
Cet article présente les faits marquants de l'année 2009 en Papouasie-Nouvelle-Guinée.

## Évènements
- Mardi 27 janvier 2009 : les dirigeants des quinze pays du Forum du Pacifique, hors Fidji, se réunissent pour discuter d'éventuelles sanctions à l'égard du régime fidjien, qui a récemment repoussé les élections démocratiques « à 5 ou 10 ans » après un coup d'État en 2006 pour envisager une série de mesures, y compris une suspension des Fidji du Forum, organisation régionale regroupant en tout 16 pays dont l'Australie et la Nouvelle-Zélande[1].

- Mercredi 4 mars 2009 : sept personnes, dont quatre enfants, sont mortes dans un glissement de terrain provoqué par des pluies torrentielles dans le centre de la Papouasie-Nouvelle-Guinée. Le glissement de terrain a enseveli deux bus et trois maisons, près de Watabung, dans la région des Eastern Highlands.

- Mercredi 25 mars 2009 : un violent séisme de 6,0 sur l'échelle de Richter s'est produit à 9h28 (23h28 GMT) avec son hypocentre localisé à 117 km au sud-ouest de la localité de Rabaul, située à la pointe nord de l'île de Nouvelle-Bretagne à une profondeur de 47 km.

- Jeudi 28 mai 2009 : un séisme d'une magnitude de 5,1 s'est produit à 140 km au sud-ouest de Rabaul, de l'île de Nouvelle-Bretagne, à une profondeur de 48 km.

- Mardi 23 juin 2009 : un séisme d'une magnitude de 6,7 s'est produit à 95 km au sud-ouest de Taron, région de New Ireland, à une profondeur de 35 km.

- Samedi 26 juillet 2009 : un séisme d'une magnitude de 6,2 s'est produit au large de l'île de Bougainville (Google maps)  à environ 80 km à l'ouest de la ville de Arawa, à une profondeur de 65 km.

- Mercredi 12 août 2009 : un avion avec treize personnes à bord, dont neuf Australiens, s'est écrasé en Papouasie-Nouvelle-Guinée, sans laisser aucun survivant.